# Kalimpong
Kalimpong è una suddivisione dell'India, classificata come municipality, di 42.980 abitanti, situata nel distretto di Darjeeling, nello stato federato del Bengala Occidentale. In base al numero di abitanti la città rientra nella classe III (da 20.000 a 49.999 persone).

## Geografia fisica
La città è situata a ) 27° 4' 0 N e 88° 28' 60 E e ha un'altitudine di 787 m s.l.m..

## Società

### Evoluzione demografica
Al censimento del 2001 la popolazione di Kalimpong assommava a 42.980 persone, delle quali 22.331 maschi e 20.649 femmine. I bambini di età inferiore o uguale ai sei anni assommavano a 3.469, dei quali 1.869 maschi e 1.600 femmine. Infine, coloro che erano in grado di saper almeno leggere e scrivere erano 33.857, dei quali 18.714 maschi e 15.143 femmine.

## Curiosità
A Kalimpong, c'è una villetta chiamata "Crookety", che significa “stortarella” per la sua caratteristica struttura, acquistata da una principessa del Bhutan.
In questa bella casa, che ha una vista sul monte Kanchenjonga, rispettivamente al 1º e 2º piano, hanno abitato il dottor John Anderson Graham che la fece costruire dal genero, un noto architetto scozzese e Helena Roerich, la quale vi risiedette per 6 anni, dal 1949 fino alla morte, avvenuta nel 1955.
Nei pressi della città si trova anche la celebre Casa Morgan, casa di villeggiatura in stile coloniale costruita negli anni 30.